# Calceolaria ternata
Calceolaria ternata là một loài thực vật có hoa trong họ Calceolariaceae. Loài này được Molau mô tả khoa học đầu tiên năm 1980.